# 缙云冬青
缙云冬青（学名：Ilex jinyunensis）为冬青科冬青属的植物，是中国的特有植物。分布在中国大陆的重庆等地，生长于海拔750米的地区，常生于山地常绿阔叶林中，目前已由人工引种栽培。